# إلينا كوفمان
إلينا كوفمان (الروسية: Кауфман, Алёна Владимировна) هي متسابقة بياثل روسية، ولدت في 30 يونيو 1987 في يكاترينبورغ في روسيا.